# Elecciones estatales de Chiapas de 1976
En las elecciones estatales de Chiapas de 1976 se renovaron los siguientes cargos de elección popular del estado mexicano de Chiapas:
- Gobernador de Chiapas. Titular del Poder Ejecutivo del estado, electo para un periodo de seis años, sin derecho a reelección. El candidato electo fue Jorge de la Vega Domínguez.
- 11 diputados del Congreso del Estado. Electos para un periodo de tres años para integrar la LIII Legislatura.
- 112 ayuntamientos. Compuestos por un presidente municipal y sus regidores, electos para un periodo de tres años.

## Resultados

### Gobernador
|  | 99.58 % |

|  | 0.21 % |

|  | 0.20 % |

### Congreso del Estado de Chiapas
|  | 99.08 % |

|  | 0.65 % |

|  | 0.21 % |

|  | 0.04 % |

### Ayuntamientos
|  | 97.74 % |

|  | 0.80 % |

|  | 0.79 % |

|  | 0.01 % |

|  | 99.37 % |

|  | 0.63 % |